# Приморский бульвар (фильм)
«Приморский бульвар» — советская музыкальная лирическая двухсерийная кинокомедия 1988 года.
В фильме исполняется восемь ставших весьма популярными песен на музыку Вячеслава Добрынина и несколько музыкальных композиций. Впервые в советском фильме использована компьютерная мультипликация.

## Сюжет
Действие происходит в Одессе летом 1987 года. Главный герой фильма Саша только что вернулся в родной город, отслужив срочную службу. В очереди перед универмагом у него и у его случайной знакомой девушки Лены оказываются совершенно одинаковые сумки. Она уходит с его сумкой, а ему остается её. Довольно быстро обнаружив подмену, Саша пытается получить свою сумку, но лишь видит Лену в окне отъезжающего автобуса. Попытка догнать автобус приводит к дорожно-транспортному происшествию. В результате Илья Петрович, водитель машины, попал в больницу, а машине потребовался капитальный ремонт.
Саша готов оплатить Илье Петровичу ремонт машины, но он тоже пострадавший, и Илья Петрович предлагает ему «сделку» — тот не берёт с Саши денег на ремонт машины, а он должен докладывать Илье Петровичу о дальнейшем развитии начавшихся его отношений с Леной. Может быть, это поможет Илье Петровичу преодолеть творческий кризис и создать сценарий.
После недолгих поисков Саша встречает Лену на Приморском бульваре, у памятника Дюку — Лена работает экскурсоводом, но у Лены свадьба через неделю.
Саша показывает Илье Петровичу фотографию, где он узнаёт свою дочь. В палату приходит Даша — младшая дочь Ильи Петровича, которая тоже включается в разработку сценария.
Она организует свидание Саши с Леной, но из-за ревности прекращает с ним общение. При попытке Саши наладить с ней отношения Даша устраивает ему проверку: нужно уговорить её маму отпустить Дашу в танцевальную секцию. Саша справляется, выдав себя за руководителя студии и заслуженного артиста Чечено-Ингушской АССР.
Наконец, когда Саша намекнул на то, что Даша ему нравится, она пользуется возможностью увидеть его реакцию на неожиданное известие: якобы у неё есть любимый парень (его роль сыграл Дашин друг Денис). Тут же, потеряв Сашу из виду, Даша понимает, что шутка была неуместной. В огорчении, не обращая внимания на окружающих, она перебирает в мыслях варианты дальнейшего развития событий. Но поток размышлений прерывается, Даша смиряется с непоправимостью положения и внезапно обнаруживает Сашу за деревом.
Выручает Дашино признание в собственных недостатках при первой беседе. Саша моментально понимает смысл её взгляда и, уточнив, не являлось ли произошедшее розыгрышем, просит больше так не поступать.

## В ролях
- Александр Кузнецов — Саша (Александр Михайлович) Ермоленко
- Анна Назарьева — Даша
- Анатолий Равикович — Огоньков Илья Петрович, отец Даши и Лены
- Валентина Талызина — Жанна Львовна, сотрудница Госстраха
- Ольга Кабо — Лена, сестра Даши, экскурсовод
- Андрей Градов — Володя, жених Лены

### В эпизодах
- Алла Будницкая — мама Даши и Лены
- Юрий Катин-Ярцев — Михаил, фотограф
- Илья Олейников — больной с переломом шеи
- Виктор Павловский — больной с переломом руки
- Пётр Шидывар — приятель Саши
- Сергей Пидтесаный — Серый, друг Даши и Саши, парень на скейте
- Оксана Фомичёва — Аллочка
- Маргарита Пресич — мама Саши
- Борис Боровский — обменщик
- Евгения Дембская — дама в окне
- Владимир Пицек — Осип Иванович Паниковский
- Капитолина Ильенко — Анна Григорьевна, портниха
- Владимир Наумцев — Захар Павлович, прораб
- Владимир Гузар — хирург
- Сергей Зинченко — маляр
- Давид Авдыш — худрук танцевального ансамбля «Современник»
- Светлана Акимова — продавщица / администратор кооперативного кафе
- Мария Шаманская (в титрах Шиманская) — соседка
- С. Раскин — Денис
- Юрий Володарский — отдыхающий на пляже
- Юлия Рутберг — девушка у магазина / на экскурсии / в море
- Франческа Переплётчикова — пассажирка

А также: Ансамбль «Весёлые ребята». Художественный руководитель: Павел Слободкин

## Съёмочная группа
- Автор сценария — Анатолий Шайка
- Режиссёр-постановщик — Александр Полынников
- Оператор-постановщик — Повзнер
- Композитор — Вячеслав Добрынин
- Тексты песен: Симона Осиашвили, Михаила Шаброва, Владимира Вишневского, Ларисы Рубальской, Михаила Рябинина
- Балетмейстер — Давид Авдыш
- Художник-постановщик — Игорь Брыль
- Звукооператор — Анатолий Нетребенко
- Директор фильма — Ф. Народицкая

## Музыка
В фильме звучит восемь песен, каждая из которых представлена как самостоятельный музыкальный клип. Музыка Вячеслава Добрынина, музыкальное исполнение — ансамбль «Весёлые ребята». Впоследствии песни стали популярными и в конце 1980-х годов занимали верхние строчки хит-парадов:
- «Кто с нашим городом поспорит» —  Игорь Гатауллин
- «Пустыня» («Мираж») — Александр Добрынин
- «Бабушки» — Александр Буйнов
- «Треугольник» — Алексей Глызин
- «Тень» — Ольга Зарубина
- «Чашка чая» — Александр Буйнов
- «Капля в море» — Валентина Легкоступова
- «Почему мы не вместе?» — Ольга Зарубина и Евгений Головин